# Eleições estaduais no Rio de Janeiro em 1958
As eleições estaduais no Rio de Janeiro em 1958 ocorreram em 3 de outubro como parte das eleições gerais no Distrito Federal, em 20 estados e nos territórios federais do Acre, Amapá, Rondônia e Roraima. Foram eleitos o governador Roberto Silveira, o vice-governador Celso Peçanha e o senador Miguel Couto Filho, além de 17 deputados federais e 54 deputados estaduais.

## Resultado da eleição para governador
O Tribunal Superior Eleitoral informa que foram apurados 665.641 votos nominais.
| Candidatos a governador do estado | Candidatos a vice-governador | Número | Coligação          | Votação | Percentual |
| --------------------------------- | ---------------------------- | ------ | ------------------ | ------- | ---------- |
| Roberto Silveira PTB              | Ver abaixo -                 | -      | PTB, PDC, UDN, PSB | 376.949 | 56,63%     |
| Getúlio de Moura PSD              | Ver abaixo -                 | -      | PSD, PRP, PST      | 288.692 | 43,37%     |
| Fontes:                           |                              |        |                    |         |            |

## Resultado da eleição para vice-governador
O Tribunal Superior Eleitoral informa que foram apurados 556.069 votos nominais.
| Candidatos a governador do estado | Candidatos a vice-governador | Número | Coligação          | Votação | Percentual |
| --------------------------------- | ---------------------------- | ------ | ------------------ | ------- | ---------- |
| Ver acima -                       | Celso Peçanha PSD            | -      | PSD, PRP, PST      | 299.679 | 53,89%     |
| Ver acima -                       | Paulo Araújo PTB             | -      | PTB, PDC, UDN, PSB | 256.390 | 46,11%     |
| Fontes:                           |                              |        |                    |         |            |

## Resultado da eleição para senador
O Tribunal Superior Eleitoral informa que foram apurados 588.039 votos nominais.
| Candidatos a senador da República | Candidatos a suplente de senador | Número | Coligação               | Votação | Percentual |
| --------------------------------- | -------------------------------- | ------ | ----------------------- | ------- | ---------- |
| Miguel Couto Filho PTB            | Ver abaixo -                     | -      | PTB, PDC, UDN, PSB, PTN | 281.883 | 47,94%     |
| Amaral Peixoto PSD                | Ver abaixo -                     | -      | PSD, PRP                | 248.572 | 42,27%     |
| Benjamin Sodré PST                | Ver abaixo -                     | -      | PST (sem coligação)     | 57.584  | 9,79%      |
| Fontes:                           |                                  |        |                         |         |            |

## Resultado da eleição para suplente de senador
O Tribunal Superior Eleitoral informa que foram apurados 521.970 votos nominais.
| Candidatos a senador da República | Candidatos a suplente de senador | Número | Coligação               | Votação | Percentual |
| --------------------------------- | -------------------------------- | ------ | ----------------------- | ------- | ---------- |
| Ver acima -                       | João Batista da Costa PSD        | -      | PSD, PRP                | 252.423 | 48,36%     |
| Ver acima -                       | Raimundo Bandeira Vaughan PTB    | -      | PTB, PDC, UDN, PSB, PTN | 227.326 | 43,55%     |
| Ver acima -                       | Liberato Pereira PST             | -      | PST (sem coligação)     | 42.221  | 8,09%      |
| Fontes:                           |                                  |        |                         |         |            |

## Deputados federais eleitos
São relacionados os candidatos eleitos com informações complementares da Câmara dos Deputados.

Representação eleita
  PSD: 6
  PTB: 5
  UDN: 4
  PSB: 1
  PSP: 1

Fonteː
| Deputados federais eleitos | Partido | Votação | Percentual | Cidade onde nasceu    | Unidade federativa |
| Tenório Cavalcanti         | UDN     | 46.029  |            | Palmeira dos Índios   | Alagoas            |
| José Pedroso               | PSD     | 28.923  |            | Salvador              | Bahia              |
| Vasconcelos Torres         | PSD     | 26.684  |            | Campos dos Goytacazes | Rio de Janeiro     |
| Aarão Steinbruch           | PTB     | 24.975  |            | Santa Maria           | Rio Grande do Sul  |
| Paiva Muniz                | PTB     | 22.961  |            | Macaé                 | Rio de Janeiro     |
| Pereira Pinto              | UDN     | 22.926  |            | Campos dos Goytacazes | Rio de Janeiro     |
| Augusto de Gregório        | PTB     | 22.628  |            | Paraíba do Sul        | Rio de Janeiro     |
| Heli Ribeiro               | PTB     | 20.543  |            | Campos dos Goytacazes | Rio de Janeiro     |
| Saturnino Braga            | PSD     | 20.058  |            | Campos dos Goytacazes | Rio de Janeiro     |
| Afonso Celso               | PSD     | 19.732  |            | Campos dos Goytacazes | Rio de Janeiro     |
| Mário Tamborindeguy        | PSD     | 18.988  |            | Pelotas               | Rio Grande do Sul  |
| Edilberto Castro           | UDN     | 18.768  |            | Quissamã              | Rio de Janeiro     |
| Raimundo Padilha           | UDN     | 18.565  |            | Fortaleza             | Ceará              |
| Brígido Tinoco             | PSB     | 18.364  |            | Niterói               | Rio de Janeiro     |
| Moacir Azevedo             | PSD     | 17.647  |            | Cambuci               | Rio de Janeiro     |
| Bocaiuva Cunha             | PTB     | 17.086  |            | Rio de Janeiro        | Rio de Janeiro     |
| Salo Brand                 | PSP     | 14.989  |            | Rio de Janeiro        | Rio de Janeiro     |
| Fontes:                    |         |         |            |                       |                    |

## Deputados estaduais eleitos
No Rio de Janeiro foram eleitos 54 deputados estaduais.
| Deputados estaduais eleitos           | Partido | Votação | Percentual | Cidade onde nasceu    | Unidade federativa |
| Edésio Nunes                          | PTB     | 7.779   |            | Niterói               | Rio de Janeiro     |
| José de Carvalho Janotti              | PSD     | 7.466   |            | Viçosa                | Minas Gerais       |
| Simão Mansur                          | UDN     | 7.337   |            |                       |                    |
| Adelino da Câmara Pinto               | PTN     | 7.320   |            |                       |                    |
| Heleno Nunes                          | PSD     | 6.980   |            | Teresópolis           | Rio de Janeiro     |
| Lucas Andrade Figueira                | PTN     | 6.767   |            |                       |                    |
| José Haddad                           | PSD     | 6.657   |            | Nova Iguaçu           | Rio de Janeiro     |
| Ordener Ferreira Veloso               | PSP     | 6.359   |            |                       |                    |
| Jerônimo Dercugowski                  | PSD     | 6.263   |            |                       |                    |
| Domingos Corrêa da Costa              | PSD     | 6.232   |            |                       |                    |
| Aécio Nanci                           | PSP     | 5.435   |            |                       |                    |
| Carlos Quintella                      | UDN     | 5.296   |            |                       |                    |
| Daso Coimbra                          | PTB     | 5.263   |            | Rio de Janeiro        | Rio de Janeiro     |
| José Sally                            | PSD     | 5.235   |            | Itaocara              | Rio de Janeiro     |
| Rubens Tinoco Ferraz                  | PSD     | 5.193   |            |                       |                    |
| Dayl de Almeida                       | PDC     | 5.168   |            | Rio de Janeiro        | Rio de Janeiro     |
| Jorge Assia Tamus Bedran              | PSP     | 5.120   |            |                       |                    |
| Ary Schiavo                           | PSD     | 4.899   |            | Piraí                 | Rio de Janeiro     |
| Luís Guimarães                        | UDN     | 4.893   |            |                       |                    |
| Egídio Mendonça Thurler               | PTB     | 4.839   |            |                       |                    |
| Mário de Abreu                        | PSD     | 4.785   |            | Rio de Janeiro        | Rio de Janeiro     |
| José Kezem                            | PSD     | 4.676   |            |                       |                    |
| Hamilton Xavier                       | PSD     | 4.672   |            | Niterói               | Rio de Janeiro     |
| Geraldo Di Biase                      | PSD     | 4.656   |            | Valença               | Rio de Janeiro     |
| João Barcelos Martins                 | PSP     | 4.622   |            |                       |                    |
| Saramago Pinheiro                     | UDN     | 4.569   |            | Niterói               | Rio de Janeiro     |
| Antônio Carlos Sá Rego                | UDN     | 4.527   |            |                       |                    |
| Luís Braz                             | UDN     | 4.478   |            | Itaocara              | Rio de Janeiro     |
| Altineu Côrtes Pires                  | PSD     | 4.365   |            |                       |                    |
| Miguel Couto Neto                     | PTB     | 4.326   |            |                       |                    |
| Sávio Gama                            | PSD     | 4.282   |            | Rio de Janeiro        | Rio de Janeiro     |
| João Fernandes                        | PSB     | 4.262   |            |                       |                    |
| José Augusto da Câmara Torres         | PSP     | 4.090   |            |                       |                    |
| João Pedro da Silveira                | PSD     | 4.055   |            |                       |                    |
| Bernardo Paulino de Oliveira Benfeito | PSB     | 4.023   |            |                       |                    |
| João Rodrigues de Oliveira            | PSB     | 3.965   |            |                       |                    |
| Adolfo Oliveira                       | UDN     | 3.953   |            | Petrópolis            | Rio de Janeiro     |
| Joadélio de Paula Codeço              | PTB     | 3.843   |            |                       |                    |
| Bento Gonçalves Pereira               | PTB     | 3.783   |            |                       |                    |
| Benjamim Ielpo                        | PTB     | 3.657   |            |                       |                    |
| Manoel Teixeira Campos Júnior         | PTB     | 3.626   |            |                       |                    |
| Álvaro Fernandes da Silva Neto        | PTB     | 3.481   |            |                       |                    |
| Waldir Medeiros                       | PR      | 3.460   |            |                       |                    |
| Oscar Pereira da Fonseca              | PSP     | 3.449   |            |                       |                    |
| Altair da Oliveira Lima               | PSP     | 3.440   |            |                       |                    |
| Antônio Curvelo Benjamin              | PTB     | 3.425   |            |                       |                    |
| Tito Nunes da Silva                   | PTB     | 3.348   |            |                       |                    |
| Arsouval Silveira Macedo              | PTB     | 3.341   |            |                       |                    |
| Jayme de Siqueira Bittencourt         | PTB     | 3.246   |            |                       |                    |
| Durval Gonçalves                      | PSP     | 3.205   |            |                       |                    |
| Teotônio Araújo                       | PDC     | 2.898   |            | Campos dos Goytacazes | Rio de Janeiro     |
| Nicanor Campanário                    | PDC     | 2.775   |            |                       |                    |
| Raymundo Bento Aguiar                 | PR      | 2.622   |            |                       |                    |
| Walter Orlandini                      | PR      | 2.287   |            |                       |                    |
| Fontes:                               |         |         |            |                       |                    |